# Морские свиньи (род)
Морские свиньи (лат. Phocoena, от др.-греч. φώκαινα «морская свинья» < φώκη «тюлень») — род китообразных, включающий 4 из 6 видов семейства морских свиней (Phocoenidae). Один вид этих животных, обыкновенная морская свинья, встречается в водах России.

## Внешний вид и строение
Мелкие (до 2-х метров) зубатые киты с низким лбом и незаметным клювом. Грудные плавники среднего размера, узкие у основания и немного заострённые на концах. У зародышей и новорожденных есть рудименты кожного панциря — мелкие роговые бугорки на переднем крае спинного, а изредка ещё и грудных и хвостового плавников. Спина морских свиней тёмная, а брюхо светлое. Эти цвета переходят друг в друга без резкой границы. Зубы в коронке сжаты с боков и отделены от корней шейками (за исключением конусообразных тонких передних зубов). В верхней челюсти 16—30 пар зубов, в нижней — 17—25. Длина черепа взрослой особи 24—32 см.

## Распространение
Морские свиньи обитают в Тихом, Атлантическом и Индийском океанах, а также в ряде морей.

## Иллюстрации

Калифорнийская морская свинья
Аргентинская морская свинья
Очковая морская свинья